# RadiSys
RadiSys Corporation – producent i dostawca systemów wbudowanych i podobnych rozwiązań. Główna siedziba firmy znajduje się w Hillsboro w stanie Oregon, USA. Firma współpracuje z grupami deweloperskimi klientów dostarczając im sprzęt oraz know-how w zakresie architektury komputerów, integracji systemów, wbudowanych systemów operacyjnych np. OS-9, projektowania ASIC oraz tworzenia oprogramowania pośredniczącego.
Rozwiązania firmy to modułowe platformy sprzętowe oraz komponenty spełniające przemysłowe standardy: AdvancedTCA, COM Express, CompactPCI oraz PCI.
Firma RadiSys została założona w 1987.